# Amsterdamse Waterleidingduinen

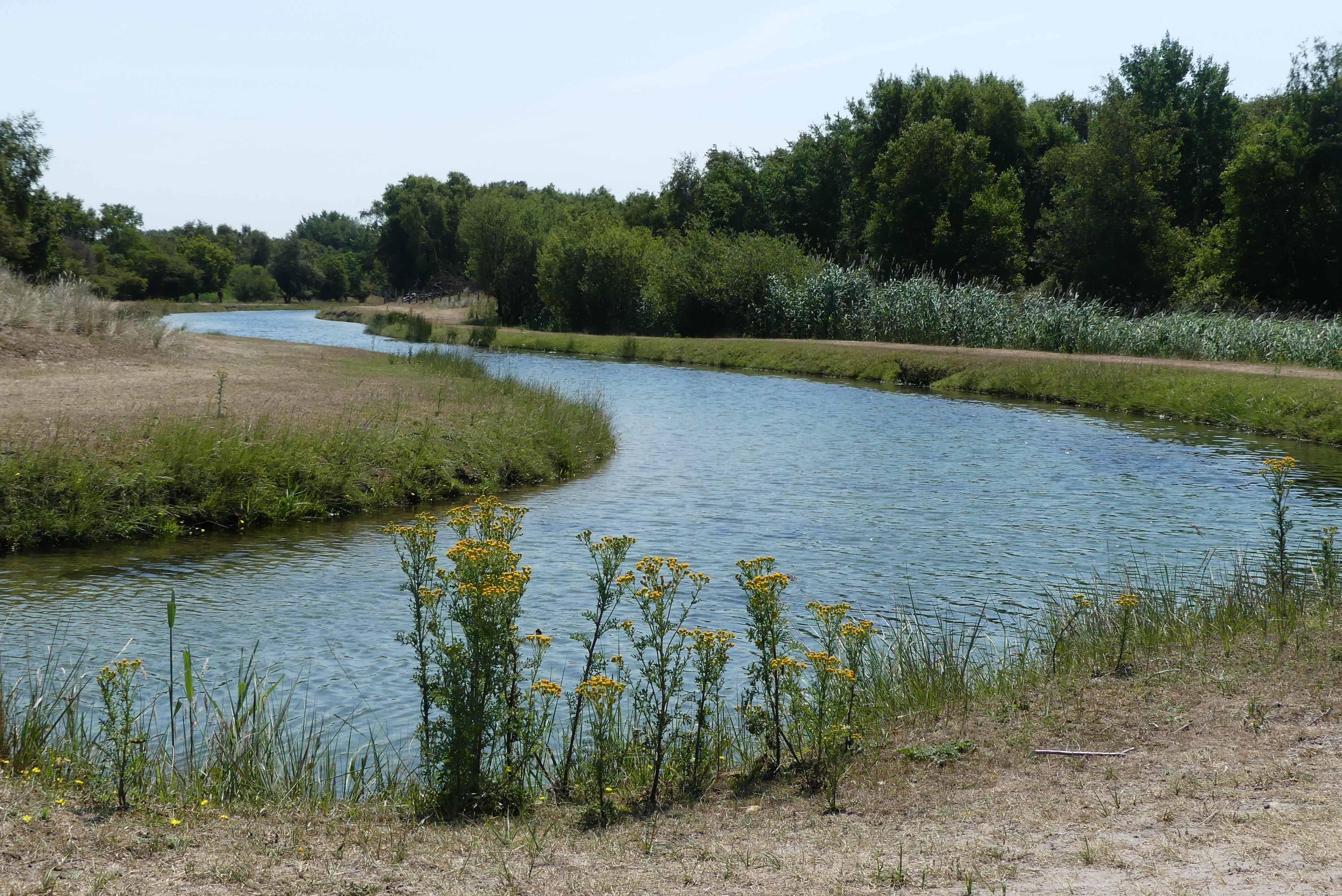
Wasserversickerung in den Wasserleitungsdünen

Die Amsterdamer Wasserleitungsdünen (niederländisch Amsterdamse Waterleidingduinen) sind ein Naturschutzgebiet im Dünengürtel an der niederländischen Nordseeküste südlich von Zandvoort und bilden die südliche Fortsetzung des Dünengebiets Nationalpark Zuid-Kennemerland. Das mehrheitlich in der Provinz Nordholland liegende Dünengebiet dient hauptsächlich der Wassergewinnung zur Trinkwasserversorgung der Stadt Amsterdam. Der Südteil gehört zur Gemeinde Noordwijk in der Provinz Südholland.

## Natur und Tourismus
Das Dünengebiet ist  etwa 8 Kilometer lang, 4,5 km breit und bietet auf einer Fläche von 3400 Hektar 30 Kilometer Wanderwege. Am Ostrand sind größere bewaldete Flächen zu finden, während im Westen die Dünenlandschaft vorherrscht. Verschiedene Landschaftszonen bilden eine Oase der Ruhe, in der sich Fußgänger auch außerhalb der Wege frei bewegen dürfen. Hunde und Fahrradfahrer sind nicht zugelassen. In den Dünen grasen seit Jahren Kühe und Schafe, die nicht gefüttert werden dürfen.
Aufgrund der abwechslungsreichen Landschaft fühlen sich viele Tierarten zu Hause. Die offenen Wasserflächen der Kanäle und die Infiltrationsgebiete ziehen diverse Wasservögel an und im klaren Wasser finden sich zahlreiche Libellen. Die Wiesen und Wälder beherbergen viele Vögel, Säugetiere und Insekten. Es besteht eine hohe Wahrscheinlichkeit, Rehe oder Damwild zu entdecken, denn die Dünenlandschaft weist den größten Damwildbestand in den Niederlanden auf. An trockenen Sandflecken kann man Zauneidechsen sehen.
Um das Dünengebiet betreten zu dürfen, muss man an einem der Automaten vor den vier Eingängen eine Tageskarte („Duincard“) erwerben. Für einen Parkplatz fällt eine Gebühr an.
Das Gebiet hat vier Haupteingänge:
- Die Oase in Vogelenzang: Eerste Leijweg 2; hier ist das Besucherzentrum De Oranjekom
- Panneland in Vogelenzang: Vogelenzangseduinweg 2
- Zandvoortselaan in Zandvoort: Zandvoortselaan 130
- De Zilk in De Zilk: Joppeweg 1

## Wassergewinnung
Die Amsterdamer Wasserleitungsdünen wurden für die Trinkwasserversorgung der niederländischen Hauptstadt Amsterdam eingerichtet. Wasser wird hier seit 1853 gefördert, wodurch die Dünenlandschaft das älteste Wassergewinnungsgebiet der Niederlande ist. Es wird von Waternet betrieben, einem Gemeinschaftsunternehmen der Waterschap Hoogheemraadschap Amstel, Gooi en Vecht, der Gemeinde Amsterdam und dem Wasserversorger Provinciaal Waterleiding Bedrijf Noord-Holland (PWN). Um die Wasserentnahme auszugleichen und den Grundwasserspiegel zu erhöhen, betreibt Waternet die gezielte Versickerung von aufbereitetem Oberflächenwasser. Das Wasser entstammt dem Amsterdam-Rhein-Kanal und erfährt in Nieuwegein eine umfangreiche Vorbehandlung durch Fällung und Sandfiltration, bevor es über eine 55 Kilometer lange Rohrleitung in das Kanalsystem der Wasserleitungsdünen eingeleitet wird. Die Sandfiltration in den Dünen sorgt für eine natürliche Reinigung, sodass ein gutes Rohwasser bereitgestellt werden kann. Am Oranjekom, am Ostrand des Dünengebiets, werden jährlich 50 Millionen m³ Wasser entnommen und zum Wasserwerk in Leiduin geleitet, wo es in mehreren Schritten zu Trinkwasser aufbereitet wird.